# Luca Vasta

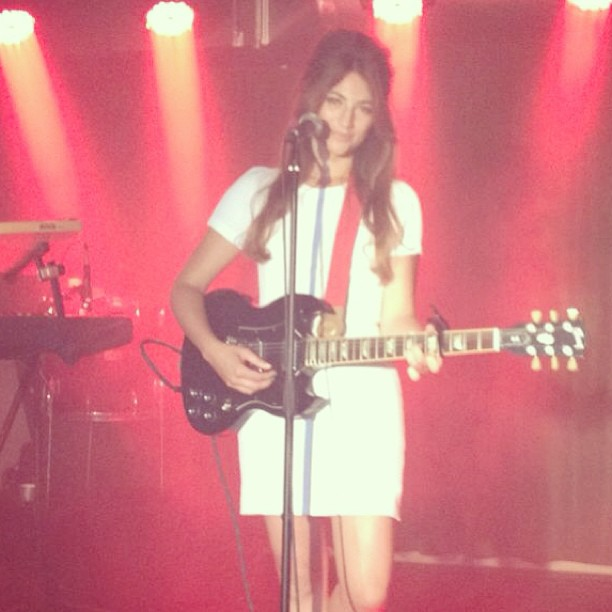
Luca Vasta (2013)

Luca Vasta ist der Künstlername von Nadine Vasta (* 19. Februar 1988 in Remscheid). Vasta ist eine deutsche Sängerin, Musikerin, Schauspielerin und Moderatorin.

## Leben
Nadine Vasta ist italienisch-deutscher Herkunft. Sie nahm ab ihrem 15. Lebensjahr Klavier-, Gesangs-, Ballett- und Tanzunterricht. Schon während ihrer Schulzeit war sie vier Jahre lang festes Ensemblemitglied beim TiC Theater in Cronenberg in Wuppertal, dort sammelte sie erste Erfahrungen im Bereich Schauspiel und Musiktheater. Sie sang in diversen Bands und schrieb ihre ersten Songs mit 15. Nach dem Abitur studierte sie Darstellende Kunst in Hamburg. Sie spielte auch in Kurzfilmen mit.
Ab Juli 2009 moderierte sie ihre eigene Personality-Show VASTA – die Show zum Blog auf VIVA. Das Konzept ihrer Sendung basierte auf einem redaktionellen Teil und alltäglichen Ereignissen aus ihrem Privatleben. Die Inhalte wurden täglich gebloggt und auch durch Streams live vom Handy ins Internet übertragen. Pro Woche wurde ein Gast im Studio oder auf der Straße interviewt. Die Fernsehshow wurde Freitagabends ausgestrahlt und beinhaltete ein Best Of der Woche und zusätzlich dazu Musikclips. Neben VASTA – die Show zum Blog gab es für kurze Zeit auch eine Montagsausgabe, VASTA am Montag. Diese war noch mehr auf die Zuschauer ausgerichtet. Hierbei ging es vor allem darum, was Vasta und ihre Zuschauer übers Wochenende erlebt haben, die Zuschauer konnten dann per Telefon und über vasta.tv über Erlebtes erzählen und sich auch Clips wünschen.
Nachdem die Show im März 2010 eingestellt wurde, moderierte sie bis zum Jahresende 2010 auch die Shows VIVA Live!, NEU, VIVA Top 100 und VIVA Spezial.
Vasta gehörte 2011 neben Annett Louisan, Peter Hoffmann und Joja Wendt der Jury von Dein Song an.
Ab Dezember 2012 moderierte sie im Wechsel mit Janin Reinhardt und Markus Schultze die deutsche und im Wechsel mit Markus Schultze die englische Ausgabe der Sendung PopXport – Das Deutsche Musikmagazin auf DW.  
Als Luca Vasta veröffentlichte sie 2013 ihre erste Single Cut My Hair; der Titel wurde auch als Musik für einen Werbespot benutzt.
2014 wurde Luca Vasta von iTunes im virtuellen Raum „Neue Künstler 2014“ in einer Auswahl von vielversprechenden Newcomern des Jahres 2014 aufgeführt.

## Diskografie
Alben
- 2014: Alba
- 2019: Stella
- 2024: Luna

EPs
- 2018: Etna

Singles
- 2013: Cut My Hair
- 2014: Black Tears White Lies
- 2017: Modica
- 2018: Oblivion
- 2018: Oblivion (English Version)
- 2018: American Dream
- 2018: Sicilian Coast
- 2019: Let Him Go
- 2019: Old Italian Songs
- 2019: Scenes
- 2020: Modica (Piano Version)
- 2021: Dear Alba (1992 Version)
- 2021: Stella
- 2022: La Mia Storia
- 2022: Estate
- 2023: L'amore
- 2023: Baby Tu
- 2024: Gianni
- 2024: Santa Maria
- 2024: Blu

## Sendungen
- 2009–2010: VASTA – die Show zum Blog (VIVA)
- 2010–2011: VIVA Live! (VIVA)
- 2010: VIVA Top 100 (VIVA)
- 2010: NEU (VIVA)
- 2010: VIVA Spezial (VIVA)
- 2011: Dein Song (ZDF)
- 2011–: My Name Is (RTL II)
- 2012–2019: PopXport – Das Deutsche Musikmagazin (DW)
- 2014-: Happy Talent Couch (RTL)